# Fra Moriale
(Ercole Ricotti, in Storia delle compagnie di ventura in Italia)
Giovanni Moriale d'Albarno, detto Fra Moriale (in francese Jean Montreal du Bar; Narbona, 1303 – Roma, 29 agosto 1354), è stato un condottiero francese, signore di Aversa.

## Biografia
Era originariamente un frate dell'ordine degli Ospitalieri; arrivato in Italia all'incirca nel 1345, militò per Luigi I d'Ungheria, nelle guerre di successione del Regno di Napoli.
Nel 1349 si unì alla Grande Compagnia di Guarnieri d'Urslingen.
In seguito militò per lo Stato Pontificio che ben presto abbandonò poiché era mal pagato per i servigi che prestava.
Nel 1352, Galeotto I Malatesta lo assediò nella città di Aversa. A nulla valsero per Fra' Moriale le enormi ricchezze che aveva ammassato in città durante gli anni di rapine: fiaccato dalla fame, fu costretto ad arrendersi, ottenendo in cambio salva la vita sua e dei suoi uomini. Durante la "Campagna della Marca" (1353) tante furono le efferatezze belliche compiute dalla compagnia di Fra' Moriale che il vescovo di Camerino, durante una pubblica omelia, lo paragonò all'Anticristo.
Alla morte del Duca di Urslingen, rifondò e assunse il comando della Grande Compagnia, e ne riorganizzò le sue milizie, assoldando Tedeschi, Italiani e Provenzali, e con un suo parente, Bertrando de la Motte, compì varie imprese in Toscana e in Romagna meditando di costruirsi un proprio Stato. Le scorrerie intetessarono anche l'Abruzzo e le campagne di Teramo, Lanciano, Ortona, Vasto e le abbazie di Santa Maria Arabona e San Giovanni in Venere. 
Successivamente, lasciò la compagnia di ventura e andò in soccorso dei suoi fratelli, pure loro capitani, Annebaldo e Brettone, che erano in contrasto con la famiglia Cola per ragioni di denaro. Avendo proferito, minacce ed ingiurie all'indirizzo di Cola di Rienzo, fu arrestato con i fratelli e condannato a morte, e venne poi decapitato nella piazza del Campidoglio il 29 agosto 1354 e sepolto nella basilica di Santa Maria in Aracoeli.